# Lobophytum depressum
Lobophytum depressum is een zachte koraalsoort uit de familie Alcyoniidae. De koraalsoort komt uit het geslacht Lobophytum. Lobophytum depressum werd in 1966 voor het eerst wetenschappelijk beschreven door Tixier-Durivault. 